# Mercedes-Benz Travego
Mercedes-Benz Travego (numele de cod: O 580) este un autocar dezvoltat de Daimler AG și filiala sa EvoBus. A fost construit în 1999 și a fost succesorul lui O 404. 

## Modele

### Prima generație (1999-2005)
Oglinzile exterioare sunt poziționate în partea de sus a ferestrelor laterale din față în loc să fie atașate la stâlpul A. Panoul de bord se află vitezometrul și turometrul, între ele este un ecran. Față de predecesorul său avea faruri curbate, parbrizul a fost prelungit până în zona acoperișului și arcul roții era înclinat pe puntea spate.
Inițial gama Travego a constat din trei modele: O 580 15 RH, O 580 15 RHD, O 580 17 RHD.
Din anul 2002 ESP-ul a fost disponibil opțional pentru Travego, iar din toamna anului 2003 a fost dotare standard.
A existat transmisie manuală cu șase rapoarte cu asistență pneumatice sau puțin mai târziu ZF AS-Tronic transmisie manuală automatizată.

### A doua generație (2005-prezent)
În a doua generație sunt disponibile modelele: Travego (15 RHD), Travego M (16 RHD) și Travego L (17 RHD).
Varianta produsa în Turcia este destinata pieței locale și țărilor din Orientul Mijlociu, îndeplinind normele EURO 3.
Travego este echipat standard cu faruri cu halogen sau optional cu sistemul Litronic (lămpi de iluminat cu gaze rarefiate).
Echipamente de siguranță standard încorporează sistemul de frânare frâne cu disc rezistent la decolorare, sistemul de frânare electronic (EBS) cu plăcuțe de frână ventilate intern pe toate axele, sistemul de frânare anti-blocare (ABS), asistarea electronică a frânelor (BAS), controlul accelerației împotriva patinării (ASR) și programul electronic de stabilitate (ESP).
La capitolul divertisment autocarul este echipat cu două monitoare LCD de 19 țoli, sistem audio cu CD-MP3-USB, microfon pentru ghid și un DVD-Changer.